# Alithya
Cet article possède des paronymes, voir Alètheia et Alíthia.
 (avril 2019).
Le Groupe Alithya Inc. est une entreprise nord-américaine spécialisée en stratégie et en technologies numériques.

## Activité
Alithya optimise l'utilisation des technologies numériques de ses clients (services financiers, télécommunications, soins de santé, transport, énergie, services gouvernementaux). L'entreprise est présente au Canada, aux États-Unis et en Europe.

## Historique
Le Groupe Alithya est né en 1992 sous le nom de CIA. Selon le fondateur de l'entreprise, Ghyslain Rivard, elle voit le jour quand une dizaine d’employés de la société financière Mouvement Desjardins, qui travaillent au niveau des technologies de l’information, choisissent de fonder leur propre entreprise .
En 1998, CGI prend une participation minoritaire au capital de l'entreprise, puis augmente sa participation au fil des années. CIA rachète les parts de CGI en 2010. Pierre Turcotte et Paul Raymond,  participent à la démarche de rachat et rejoignent CIA,. 
En 2012 la société fusionne avec Sinapse. La même année, CIA-Sinapse devient Alithis, afin d'éviter la confusion avec la Central Intelligence Agency. Alithis change de nom en 2013 et devient Alithya, qui signifie « vérité » en grec.

### Acquisitions
Alithya réalise plusieurs acquisitions . Entre 1999 et 2015, CIA fait des acquisitions en France et au Canada (IPSI, EAP, Techlink, Gestion Pierre Jutras, Europfiles, Optitech, Zinnia, Eva, Addx, Euêka, et ERS). En 2015, Alithya acquiert les services professionnels de Telus, qui devient un investisseur d’Alithya. L’entreprise fait aussi l’acquisition du groupe-conseil OSI et reçoit la participation de deux investisseurs majeurs au cours de cette année-là : Desjardins Capital régional et coopératif et Investissement Québec,.
En 2018, la compagnie acquiert les activités de services web de Telus. Avec l’acquisition de Edgewater Technology en 2018, Alithya fait passer son nombre d'employés à 2000 . À la suite de cette acquisition, 35 % de ses revenus proviennent des États-Unis.
En 2019 et 2020, Alithya acquiert Matricis Informatique Inc. et investit dans le secteur des soins de santé. En 2020, Alithya acquiert Askida.
En 2021, Alithya acquiert R3D Conseil. Dans le cadre de la transaction, Québecor et l’assureur Beneva deviennent actionnaires d’Alithya.

## Bourse
Le 2 novembre 2018, Alithya fait officiellement son entrée en bourse, sur la Bourse de Toronto et le NASDAQ, avec le symbole boursier ALYA,,. Alithya est la septième compagnie du Québec à être cotée sur NASDAQ . Alors qu'elle n'a pas encore atteint le seuil de rentabilité, six analystes canadiens pensent qu'Alithya pourrait afficher une perte finale en 2022, avant de commencer à dégager des bénéfices à partir de 2023. Ce bénéfice est estimé à 8,3 millions de dollars canadiens.
L’action d’Alithya monte beaucoup au début de 2021, au point où les analystes se demandent si cet inhabituel volume de transactions pourrait être dû à la mobilisation de petits investisseurs sur des plateformes comme Reddit et YouTube.